# Aphantopus languescens
Aphantopus languescens är en fjärilsart som beskrevs av Cabeau 1923. Aphantopus languescens ingår i släktet Aphantopus och familjen praktfjärilar. Inga underarter finns listade i Catalogue of Life.